# ジャック・シュタインバーガー
ジャック・シュタインバーガー（Jack Steinberger、1921年5月25日 - 2020年12月12日）はアメリカ合衆国、スイスで活動した物理学者。1988年メルヴィン・シュワーツ、レオン・レーダーマンと、「ニュートリノビーム法、およびミューニュートリノの発見によるレプトンの二重構造の実証」の功績によりノーベル物理学賞を受賞した。出生名はハンス・ヤーコプ・シュタインベルガ―（Hans Jakob Steinberger）。

## 生涯
ドイツ・バート・キッシンゲンでユダヤ系の家庭に生まれた。1934年ナチスの迫害に対する児童救済のプログラムによりアメリカに移住、後に家族もアメリカに移住、シカゴに住んだ。奨学金でシカゴ大学で学び、化学の学位を得た。第二次世界大戦が始まると、マサチューセッツ工科大学のレーダー研究に派遣され物理を学んだ。戦後シカゴ大学で、エンリコ・フェルミらのもとで物理の学位を取得した。プリンストン大学でロバート・オッペンハイマーのもとで働いたあと1949年にカリフォルニア大学のウィッキスの助手となり、シンクロトンの研究に加わった。1年ほどでコロンビア大学（1950－1968年）に移り、1962年, レーダーマンと2種類のニュートリノを確認した。1968年からジュネーブのヨーロッパ素粒子物理学研究所（CERN)に研究の場を移した。1986年に引退するまでCERNで働いた。
2020年、ジュネーブの自宅で死去。享年99。

## その他
彼の息子の一人であるネッド・シュタインバーガー（Richard Ned Stainberger）は、家具職人を経た後、斬新なデザインの楽器（スペクター・ベース、スタインバーガー・ベース／ギター等）をデザインし、多くの賞を受賞。現代楽器の革新者として有名な存在となっている。